# Бензатина бензилпенициллин
Бензатина бензилпенициллин (N,N-дибензилэтилендиаминовая соль бензилпенициллина) — лекарственное средство, природный антибиотик, получаемый из плесневого гриба Penicillium chrysogenum.
Торговые наименования: «Бензатинбензилпенициллин», «Бензициллин-1», «Бициллин-1», «Молдамин», «Ретарпен», «Экстенциллин».

## Лекарственные формы
- порошок для приготовления суспензии для внутримышечного введения 600 тыс. ЕД, 1,2 млн ЕД;
- лиофилизат для приготовления суспензии для внутримышечного введения 300 тыс. ЕД, 600 тыс. ЕД, 1,2 млн ЕД, 2,4 млн ЕД;
- порошок для приготовления раствора для внутримышечного введения пролонгированного действия 1,2 млн ЕД, 2,4 млн ЕД.

## Фармакологическое действие
Природный антибиотик, получаемый из плесневого гриба Penicillium chysogenum. На микробную клетку действует бактерицидно. Характеризуется длительным действием. Подавляет синтез клеточной стенки микроорганизмов. Активен в отношении грамположительных возбудителей: Staphylococcus spp. (пенициллиназонеобразующих), Streptococcus spp., в том числе Streptococcus pneumoniae, Corynebacterium diphtheriae, анаэробных спорообразующих палочек, Bacillus anthracis, Clostridium spp., Actinomyces israelii; грамотрицательных микроорганизмов: Neisseria gonorrhoeae, Neisseria meningitidis, а также в отношении Treponema spp. К действию препарата устойчивы штаммы Staphylococcus spp., продуцирующие пенициллиназу, разрушающую бензилпенициллин. В связи с длительным действием препарат находит применение в лечении инфекций, вызванных Streptococcus spp. и Treponema pallidum.

## Фармакокинетика
После внутримышечного введения медленно гидролизуется с высвобождением бензилпенициллина. TCmax в плазме — 12-24 ч после инъекции. На 14 день после введения 2.4 млн ЕД концентрация в сыворотке крови составляет 0.12 мкг/мл; на 21 день после введения 1.2 млн ЕД — 0.06 мкг/мл (1 ЕД = 0.6 мкг). Проникновение в жидкости высокое, в ткани — низкое. Преодолевает плацентарный барьер и проникает в молоко матери. Связь с белками плазмы — 40-60 %. Метаболизируется незначительно, выводится преимущественно почками в неизменённом виде. За 8 сут выделяется до 33 % введённой дозы.

## Показания
Сифилис и др. заболевания, вызываемые бледными трепонемами (фрамбезия), стрептококковые инфекции (исключая инфекции, вызванные стрептококками группы В) — острый тонзиллит, скарлатина, раневые инфекции, рожистое воспаление; ревматизм (профилактика), профилактика послеоперационных осложнений.

## Противопоказания
Гиперчувствительность (в том числе к другим бета-лактамам).

### C осторожностью
Склонность к аллергическим реакциям, псевдомембранозный энтероколит, хроническая почечная недостаточность.

## Режим дозирования
Вводят только внутримышечно, при необходимости 2-х инъекций их делают в разные ягодицы. При лечении врождённого сифилиса новорождённых и детей младшего возраста — 2 инъекции по 0.6 млн ЕД или 1 инъекцию по 1.2 млн ЕД. При первичном серонегативном сифилисе: однократно 2.4 млн ЕД; при первичном серопозитивном и вторичном свежем сифилисе — 2.4 млн ЕД дважды с интервалом в 7 дней; при вторичном рецидивном и скрытом раннем сифилисе первую инъекцию производят в дозе 4.8 млн ЕД (по 2.4 млн ЕД в каждую ягодицу), вторую и третью инъекции — по 2.4 млн ЕД с интервалом в 1 нед; новорождённым и детям младшего возраста — 1.2 млн ЕД. При возобновлении клинических проявлений заболевания или при сохранении четких положительных лабораторных показателей лечение следует повторить. При лечении третичного сифилиса — 1-2 инъекции по 2.4 млн ЕД еженедельно в течение 3-5 нед. При лечении фрамбезии детям назначают по 0.6-1.2 млн ЕД; взрослым — 1-2 инъекции по 1.2 млн ЕД. Лицам, имевшим контакт с больными, или больным с латентной формой инфекции назначают 1/2 дозы. При лечении острого тонзиллита, скарлатины, рожи, раневых инфекций в острой фазе терапию начинают с бензилпенициллина, а продолжают лечение бензатина бензилпенициллином, назначая детям до 12 лет по 0.6 млн ЕД, в зависимости от тяжести инфекции ежедневно или каждые 3 дня; возможно назначение по 1.2 млн ЕД каждые 2-4 нед. Взрослым — 1-2 инъекции по 1.2 млн ЕД 1 раз в неделю. Для профилактики приступов острого суставного ревматизма вводят внутримышечно 1 раз каждые 15 дней в дозе 2.4 млн ЕД взрослым и 0.6-1.2 млн ЕД — детям (в зависимости от возраста). Для профилактики скарлатины детям, имевшим контакт с больными, вводят 0.6-1.2 млн ЕД 1 раз в неделю; взрослым — 2.4 млн ЕД. Для профилактики обострения рожистого воспаления детям назначают по 0.6 млн ЕД каждые 2 нед или 1.2 млн ЕД каждые 3-4 нед; взрослым — 2.4 млн ЕД; для профилактики инфекций после «малых» хирургических вмешательств назначают аналогичные дозы в комбинации с бензилпенициллином каждые 7-14 дней до полного выздоровления.

## Побочные эффекты
Аллергические реакции, анафилактический шок, анафилактоидные реакции, крапивница, лихорадка, артралгия, ангионевротический отек, мультиформная экссудативная эритема, эксфолиативный дерматит; головная боль, стоматит, глоссит; анемия, тромбоцитопения, лейкопения, гипокоагуляция; местные реакции (у детей). При длительной терапии — суперинфекция устойчивыми микроорганизмами и грибами.

## Особые указания
При появлении любой аллергической реакции требуется немедленное прекращение лечения. Нельзя вводить подкожно, внутривенно, эндолюмбально, а также в полости тела. При случайном внутрисосудистом введении могут отмечаться преходящее чувство угнетенности, тревоги и нарушения зрения (синдром Уанье). Для того чтобы избежать случайного внутрисосудистого введения препарата, рекомендуется перед проведением внутримышечной инъекции произвести аспирацию с целью выявления возможного попадания иглы в сосуд. При лечении венерических заболеваний, если имеется подозрение на сифилис, перед началом терапии и затем в течение 4 мес необходимо проведение микроскопических и серологических исследований. В связи с возможностью развития грибковых поражений целесообразно при лечении бензилпенициллином назначать витамины группы В и витамин C, а при необходимости — нистатин и леворин. Необходимо учитывать, что применение препарата в недостаточных дозах или слишком раннее прекращение лечения часто приводит к появлению резистентных штаммов возбудителей.

## Взаимодействие
Бактерицидные препараты (в том числе цефалоспорины, циклосерин, ванкомицин, рифампицин, аминогликозиды) оказывают синергидное действие; бактериостатические препараты (в том числе макролиды, хлорамфеникол, линкозамиды, тетрациклины) — антагонистическое. Повышает эффективность непрямых антикоагулянтов (подавляя кишечную микрофлору, снижает протромбиновый индекс); снижает эффективность пероральных контрацептивов, лекарственных средств, в процессе метаболизма которых образуется ПАБК, этинилэстрадиола — риск развития кровотечений «прорыва». Диуретики, аллопуринол, блокаторы канальцевой секреции, фенилбутазон, НПВП, снижая канальцевую секрецию, повышают концентрацию пенициллинов. Аллопуринол повышает риск развития аллергических реакций (кожной сыпи).